# 阿克塞尔·舍布卢姆
阿克塞尔·舍布卢姆（瑞典語：Axel Sjöblom，1882年12月17日—1951年10月10日），生于斯德哥尔摩，瑞典男子体操运动员。他曾获得1908年夏季奥运会体操比赛男子团体全能金牌。他于1951年在斯德哥尔摩去世。